# 펠로우군디
펠로우군디(Felovia vae)는 군디과에 속하는 설치류의 일종이다. 펠로우군디속(Felovia)의 유일종이다. 말리와 모리타니 그리고 세네갈에서 발견된다. 자연 서식지는 아열대 또는 열대 기후 지역의 건조한 관목 지대, 건조한 저지대 초원 그리고 바위 지역이다. 서식지 감소로 멸종 위협을 받고 있다.